# Onésimo Redondo
Onésimo Redondo Ortega (Quintanilla de Abajo, 16 de febrero de 1905-Labajos, 24 de julio de 1936) fue un político español fundador, tras el advenimiento de la Segunda República, de las Juntas Castellanas de Actuación Hispánica (JCAH), organización política embrión junto al grupo de La Conquista del Estado —de Ramiro Ledesma— de las Juntas de Ofensiva Nacional Sindicalista (JONS), cuya ideología, el nacionalsindicalismo, se ha llegado a considerar como una primigenia expresión de «fascismo a la española». Las JONS se fusionarían, a su vez, con la Falange Española, de José Antonio Primo de Rivera, en 1934, constituyendo la Falange Española de las JONS. Adherido al bando sublevado tras el golpe de Estado de julio de 1936 que dio pie a la Guerra Civil, falleció al comienzo del conflicto durante un tiroteo entre milicias de ambos bandos. Durante el régimen franquista se llegó a referir a su figura como «caudillo de Castilla».

## Biografía

### Primeros años
Nació el 16 de febrero de 1905 en la localidad vallisoletana de Quintanilla de Abajo, en el seno de una familia de pequeños propietarios agrarios,  hijo de Buenaventura Redondo Iglesias y Juana Ortega Pico. La familia de Onésimo tenía una hacienda agrícola mediana y regentaban en la localidad una pequeña tienda de tejidos, vendiendo ovillos y dedales, madejas de lana y agujas de crochet para las labores del hogar. Onésimo era el sexto de los hijos del matrimonio Redondo-Ortega. Le habían precedido en el tiempo sus hermanos Andrés, el primogénito, Víctor. Eugenia, Natalia y Albina.
En 1927, gracias a la mediación de Ángel Herrera Oria, director del periódico católico El Debate, obtuvo una plaza como lector de español en la Universidad de Mannheim, en Alemania. Es posible que esta estancia en Alemania tuviese importancia en su futura carrera política,[cita requerida] ya que por entonces el Partido Nacionalsocialista Alemán estaba experimentando un fuerte crecimiento. En octubre de 1928 regresó a España. 
Inició su carrera política como líder del Sindicato de Cultivadores de Remolacha de Castilla la Vieja, o «Sindicato Remolachero». En 1929 cumplió su servicio militar en Valladolid. Durante esta época conoció a Mercedes Sanz-Bachiller Izquierdo, con la que contrajo matrimonio el 11 de febrero de 1931.

### Fundación de las Juntas Castellanas de Actuación Hispánica
Inicialmente vinculado al movimiento de Acción Católica, se distanció de esta organización, que consideraba anclada en el liberalismo burgués. Tras la proclamación de la Segunda República fundó, en agosto de 1931, un grupo político denominado Juntas Castellanas de Actuación Hispánica. «Este grupo —ha escrito Payne— no era en manera alguna una imagen en el espejo del pequeño grupo de Ledesma La Conquista del Estado. Aunque ambos proclamaban ser nacionalistas radicales, opuestos al materialismo, a la decadencia y a la burguesía, había diferencias de énfasis. Las consignas de Ledesma eran, en cierto modo, más puramente abstractas, pero más claramente revolucionarias en lo estatal y en lo económico, completamente seculares y no antisemitas. El grupo de Redondo estaba menos interesado en el Estado (quizá como un reflejo de sus orígenes católicos), era vehementemente antisemita y más categórico en su llamada a la violencia». Poco antes, en junio del mismo año, había fundado el semanario que sería el principal órgano de expresión de su movimiento, Libertad, en el que firmó varias soflamas contra el marxismo, los judíos y el capitalismo burgués, y expresó su admiración por los regímenes fascistas europeos.

### Las JONS y el golpe de Sanjurjo
En noviembre de ese mismo año, su organización se fundió con la que lideraba Ramiro Ledesma Ramos, quien editaba la revista La Conquista del Estado. Resultado de esta fusión fueron las JONS (Juntas de Ofensiva Nacional Sindicalista), que adoptaron como emblema el yugo y las flechas que antaño eran el anagrama de los Reyes Católicos. Las JONS, cuyos estatutos se aprobaron oficialmente el 30 de noviembre, estaban dirigidas por un triunvirato central, formado por Onésimo Redondo, Ramiro Ledesma y Francisco Jiménez (más adelante sustituido por Antonio Bermúdez Cañete).
El objetivo de este nuevo partido, declaradamente antimarxista, era la creación del Estado nacionalsindicalista, de carácter totalitario. Como método de acción, propugnaban la acción directa y rechazaban el sistema electoral, por considerarlo «liberal-burgués» y corrupto. Aunque Redondo había sido antes, en su época de Acción Católica, partidario de la monarquía, en 1931 no se oponía a la república como forma del Estado. El órgano principal del partido continuaba siendo la revista Libertad, en la que por esas fechas Redondo publicó una traducción comentada del famoso libelo antisemita Los protocolos de los sabios de Sion.

### Exilio en Portugal
En 1932 tomó parte en la fracasada sublevación del general Sanjurjo. Para evitar ser detenido, cruzó la frontera y se exilió en Portugal, primero en Curia y luego en Oporto. Desde el exilio impulsó la publicación de un nuevo semanario nacionalsindicalista, Igualdad, que apareció el 14 de noviembre de 1932 y al que Redondo envió, desde su exilio portugués, numerosos artículos políticos.

### Regreso a España
En abril de 1933 creó, junto con Ledesma Ramos, una nueva revista, J.O.N.S., como órgano de su partido. En octubre regresó a España y volvió a instalarse en Valladolid. Decidió presentarse candidato a las elecciones legislativas del 19 de noviembre de 1933; pero a última hora retiró su candidatura para evitar perjudicar a la derecha de la CEDA.
El 4 de marzo de 1934, en un acto celebrado en el teatro Calderón de Valladolid, las JONS se fusionaron con Falange Española, el partido de José Antonio Primo de Rivera. El nuevo partido, Falange Española de las JONS, quedó bajo la dirección de José Antonio Primo de Rivera, Ramiro Ledesma Ramos y Julio Ruiz de Alda; con lo cual Redondo pasó a un segundo plano. Cuando en 1935 Ramiro Ledesma Ramos se separó del nuevo partido, Redondo optó, sin embargo, por permanecer en Falange.

### Guerra Civil y muerte
El 19 de marzo de 1936 fue detenido en Valladolid. Durante su reclusión permaneció en contacto epistolar con el líder de su partido, José Antonio Primo de Rivera, también encarcelado. El 25 de junio fue trasladado a la cárcel de Ávila, de la que fue liberado la madrugada del 19 de julio por los militares sublevados al iniciarse la guerra civil española. Se dirigió a Valladolid, donde formó y dirigió durante los días siguientes la denominada patrulla del amanecer. En un discurso radiofónico emitido el 19 de julio, solo un día después del triunfo del golpe en Valladolid, dijo:

Estamos entregados totalmente a la guerra y ya no habrá paz mientras el triunfo no sea completo. Para nosotros todo reparo y todo freno está desechado. Ya no hay parientes. Ya no hay hijos, ni esposa, ni padres, sólo está la Patria.

Posteriormente, se puso a la cabeza de un grupo armado de falangistas que marchó hacia Madrid y combatió en el Alto del León. El día 24 de julio Onésimo, junto con su hermano Andrés, Eduardo Martín Alonso Calero, Jesús Salcedo y un falangista de su escolta, Agustín Sastre, llegó en automóvil al pueblo segoviano de Labajos, que creía «zona nacional», y murió, según la versión oficial, en una refriega con un grupo de milicianos republicanos. La autoría de la muerte de Onésimo Redondo, sin embargo, ha sido discutida. La prensa republicana, al referir la noticia de la muerte de Onésimo Redondo, señalaba como autores de la misma a los propios falangistas, a quienes la "desesperación impotente les lleva a cometer toda suerte de desmanes y tropelías. A veces se producen ellos mismos bajas, que son sensibles para sus organizaciones, pues asesinan a ciegas e incluso a sus oficiales. Así les ha ocurrido en Labajos (Segovia), donde dieron muerte a Onésimo Redondo, que, en las filas de Falange Española, gozaba de idéntica categoría que José Antonio Primo de Rivera". Asimismo, Mercedes Sanz-Bachiller, fundadora del Auxilio Social, siempre estuvo convencida de la autoría falangista de la muerte de Redondo.
Apunta la versión oficial que el 24 de julio avanzadilla de milicianos de la FAI, de la Columna del coronel Mangada, que se había dirigido hacia Valladolid, se detuvo en Labajos, donde se cruzaron con el coche en que venía el jefe de Falange de Valladolid Onésimo Redondo. 
En el control se produjo el tiroteo en el que murió el dirigente falangista y un acompañante suyo. La avanzadilla se retiró seguidamente hacia Villacastín con el resto de la fuerza republicana. Estas muertes originaron que cuando llegaron los falangistas de Valladolid pocas horas después del suceso, al no poder detener a los autores directos de la muerte de Onésimo, fusilaron allí mismo a un vecino y se llevaron a varios obreros del pueblo, cinco de ellos fueron ajusticiados tras ser acusados del asesinato de Onésimo Redondo el 24 de julio de 1936, “una muerte que se produjo dentro de un tiroteo y que no está muy claro qué paso, pero tenían que buscar culpables y les tocó a ellos”, apunta Del Olmo, presidente de la ARMH de Valladolid.
Aparte de ellos, el presidente de la Casa del Pueblo de Labajos, Claudio Gómez Estévez, que había sido nombrado vocal del Jurado Mixto Agrario, murió en extrañas circunstancias, no aclaradas, en el cuartel de la Falange de la capital vallisoletana. El Adelantado, 15 septiembre,  indicaba que Claudio Gómez “se suicidó arrojándose por la ventana del cuartel de FE donde estaba detenido”.
La identificación del sargento fusilado Francisco González Mayoral ha puesto a la ARMH de Valladolid tras la pista de otros cinco asesinados del municipio segoviano de Labajos. Junto con el sargento fue fusilado otro hombre al que, semanas antes, habían fracturado una pierna durante las torturas a las que fue sometido: “Hemos encontrado restos de una persona con una fractura antemortem que coincide plenamente. Por lo que hemos deducido que se trata del vecino de Labajos Félix Merinero”.
Cuando los falangistas se apoderaron del municipio donde había muerto Onésimo Redondo, mataron a tiros a un obrero y se llevaron a cinco más a Valladolid, donde serían ejecutados dos meses después. A estas ejecuciones se suman las de Segundo Calderón Treceño, anarquista de 30 años de edad, y Gerardo Pinar Ortega, quienes fueron detenidos en Valladolid junto con la hermana de este último, Elena Pinar Ortega, acusados de ser autores de la muerte de Onésimo Redondo apenas seis días después de conocerse la noticia. El 25 de julio se celebró en la catedral de Valladolid un misa de réquiem, «con la pompa que normalmente se reserva a los héroes nacionales», en palabras de Paul Preston. «El féretro, cubierto con la bandera monárquica, fue trasladado en un carruaje tirado por seis caballos blancos. Encabezaba la procesión un pelotón falangista, seguido de una banda militar y muchachas con enormes coronas de flores. Según Francisco de Cossío, que presenció el funeral, se respiraba en el ambiente la sed de una venganza inmediata.[cita requerida] Tras la ceremonia, una multitud emocionada "eligió" por aclamación popular al hermano de Onésimo, Andrés, para el cargo de jefe territorial de la Falange en León y Castilla la Vieja». Andrés declaró por la radio sobre la muerte de Onésimo: «Todos los falangistas han jurado vengarla».

## Pensamiento e ideología
Aunque sus Juntas Castellanas de Actuación Hispánica están consideradas una formación fascista, José Luis Rodríguez Jiménez le describe como representante del «reaccionarismo católico castellano», en contraste con una línea más puramente fascista del grupo de La Conquista del Estado estructurado en torno a Ramiro Ledesma. Se le ha encuadrado también en un «fascismo agrario» y un «tradicionalismo menendezpelayista» —no en vano el propio Redondo llegó a considerar al polígrafo santanderino como el padre del «nacionalismo revolucionario español»—. Sin embargo, para Ricardo de la Cierva Redondo «no puede considerarse como fascista», sino que fue un «patriota». Se caracterizó por su antisemitismo, llegando al punto de publicar en el semanario Libertad una traducción del libelo Los protocolos de los sabios de Sión, en 1932. Identificó a Hitler como una suerte de adalid del cristianismo frente al marxismo, disculpando en su publicación Libertad los rasgos ateos de la ideología nacionalsocialista.

## Tras su muerte
El régimen franquista lo convirtió en uno de los «mártires de la Cruzada». En el lugar de su muerte, en Labajos, existe un monumento conmemorativo en las afueras, en el que los militantes de Falange hacen cada año una ofrenda floral. El lugar de su muerte está marcado con una pequeña lápida en una de las calles externas del pueblo. A título póstumo, le fue concedido el título de conde de Labajos. 
La viuda de Onésimo Redondo, Mercedes Sanz-Bachiller Izquierdo, sería la fundadora en octubre de 1936 del Auxilio de Invierno (después llamado Auxilio Social), organización benéfica integrada en el partido falangista que alcanzó una gran relevancia en los primeros tiempos del franquismo. Existió cierta rivalidad entre el Auxilio Social y la Sección Femenina, dirigida por la hermana de José Antonio, Pilar Primo de Rivera. 
En julio de 1941, según lo dispuesto por el Boletín Oficial del Estado, el pueblo natal de Onésimo Redondo, Quintanilla de Abajo, pasó a denominarse oficialmente «Quintanilla de Onésimo». La petición para el cambio de nombre fue promovida por Falange de Valladolid, en homenaje a la figura de Onésimo Redondo por considerarlo «mártir» y colaborador preclaro de José Antonio en las tareas fundacionales de Falange.

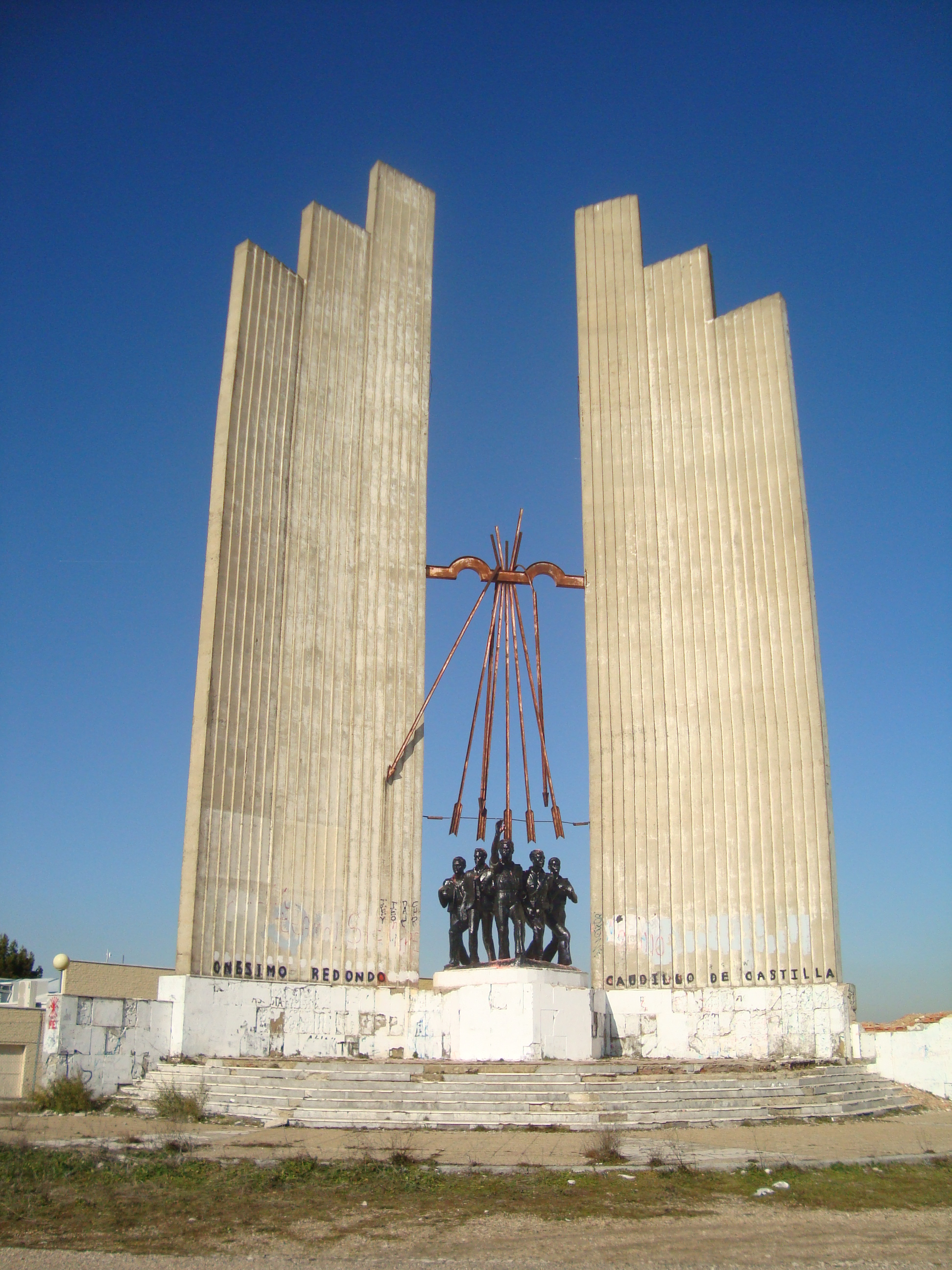
Antiguo Monumento a Onésimo Redondo en lo alto del cerro de San Cristóbal (Valladolid), derruido en cumplimiento de la Ley de la Memoria Histórica en 2016.

El 25 de julio de 1961 se inauguró en el cerro de San Cristóbal de Valladolid un monumento a Onésimo Redondo. Fue demolido en cumplimiento de la ley de la memoria histórica, el 2 de febrero de 2016.

## Escritos
- Protocolos de los Sabios de Sion. Valladolid, Ediciones Libertad, 1932 (traducción y comentarios).
- Onésimo Redondo, caudillo de Castilla (fragmentos de artículos periodísticos y discursos políticos). Valladolid, Ediciones Libertad, 1937.
- El Estado Nacional. Valladolid, Ed. Libertad, 1938
- Obras Completas: edición cronológica (2 vols.) Madrid, Dirección General de Información, Publicaciones Españolas, 1954-1955.
- Textos políticos. Madrid, Editorial Doncel, 1975.